# Loïc Duval
Loïc Duval (Chartres, 12 de junho de 1982) é um automobilista francês, vencedor da edição das 24 Horas de Le Mans de 2013 ao lado de Tom Kristensen e Allan McNish pela montadora Audi . Atualmente, é piloto da categoria Hypercar do Campeonato Mundial de Endurance da FIA (WEC) pela montadora francesa Peugeot . 

## História

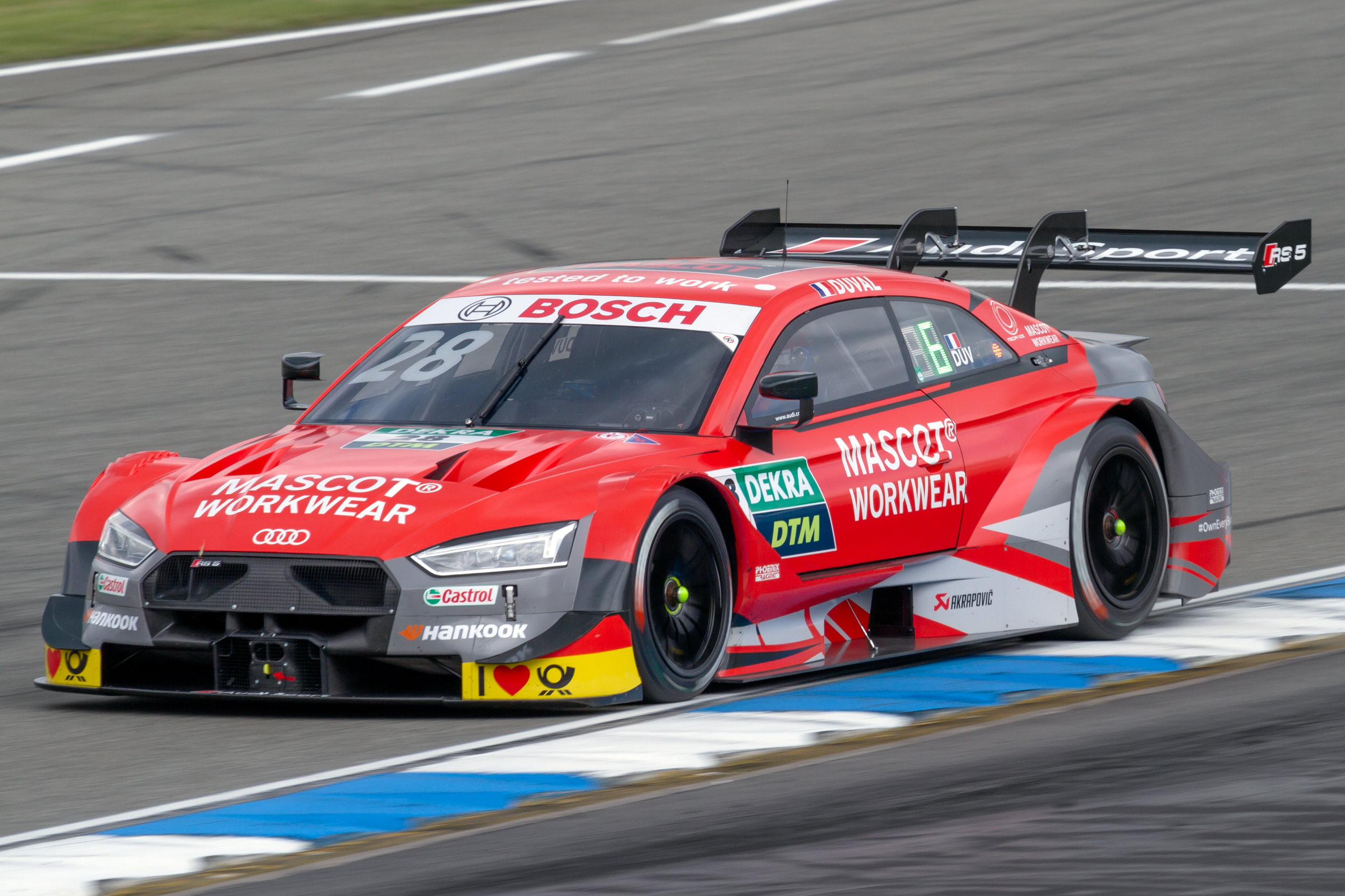
Duval na DTM em 2019.

Disputou a Formula 3 Euro Series em 2004 e 2005, a Fórmula Nippon/Super Formula entre 2006 e 2014, a Super GT entre 2006 e 2012, a A1 Grand Prix entre 2006 e 2009, e a DTM entre 2017 e 2020.
Ele é conhecido por estar na equipe vencedora das 24 Horas de Le Mans de 2013. Atualmente, ele está competindo na Fórmula E pilotando para a equipe Dragon Racing.